# Arthur C. Blake
Arthur Charles "Skip" Blake (født 26. januar 1872 i Boston, død 22. oktober 1944 sammesteds) var en amerikansk sportsmand, som deltog i de første moderne olympiske lege 1896 i Athen.
Blake vandt et 1000 yards-løb i januar 1896 i sin hjemby Boston og udtalte derpå i spøg: "Jeg er egentlig for god til Boston. Jeg burde tage over og løbe maratonløb i Athen." Børsmægleren Arthur Burnham hørte dette og tilbød at finansiere rejsen for et amerikansk hold til de olympiske lege. Skønt han ikke betalte alle udgifter, var Burnhams bidrag afgørende for den amerikanske deltagelse, og det hele udsprang af Blakes bemærkning.
Ved legene stillede Blake op i to discipliner. I 1500 meterløbet blev han nummer to efter australske Teddy Flack, som vandt i tiden 4.33,2 minutter, mens Blake var cirka fem meter efter, og franske Albin Lermusiaux blev nummer tre, cirka 15 meter efter Flack.
Blake deltog også i maratonløbet, hvor han lå på en tredjeplads, efter Lermusiaux og Flack halvvejs i løbet, men efter 23 kilometer kunne han ikke være med mere og udgik.
I sit civile liv var Blake en ret succesrig assurandør, og han dyrkede desuden både golf og sejlsport.

## Personlig rekord
- 1 mile: 4,39,8 (1895)[1]